# Dave Berg
David „Dave“ Berg (* 12. Juni 1920 in Brooklyn, New York; † 16. Mai 2002 in Marina del Rey, Kalifornien) war ein US-amerikanischer Cartoonist und Comiczeichner.

## Biographie
Berg war ab 1940 zeichnerisch tätig und arbeitete für diverse Verlage; so war er unter anderem Hintergrundzeichner für Will Eisners The Spirit. Von 1945 bis 1958 arbeitete er für Marvel an diversen Comics (z. B. Combat Kelly). Einem größeren Publikum wurde er jedoch erst durch seine Mitarbeit an dem Magazin Mad bekannt (ab Heft Nr. 34), wo er die Serie The Lighter Side (im deutschen Mad Der große MAD-Report genannt) schuf, die sich satirisch mit diversen Alltagsthemen auseinandersetzte.